# Thomas Touré
Thomas Touré (* 27. Dezember 1993 in Grasse) ist ein ivorisch-französischer Fußballspieler.

## Karriere

### Verein

#### Jugend und erste Profierfahrungen bei Girondins Bordeaux
Touré begann seine fußballerische Ausbildung bei der US Cannes-Bocca, wo er von 1999 bis 2003 aktiv war. Im Jahr 2003 wechselte er zum Stadtrivalen AS Cannes, wo er sieben Jahre lang spielte. 2010 wurde er vom Ligue-1-Klub Girondins Bordeaux verpflichtet, der ihm nach nur einem Jahr im Verein ein Vertrag der Zweitmannschaft unterzeichnen ließ. Für die zweite Mannschaft machte er in der Saison 2011/12 22 Spiele, in denen er drei Tore schießen konnte. In der Folgesaison schoss er bereits neun Tore in 33 Spielen. In der Saison 2013/14 kam er zunächst weiterhin in der National 2 zum Einsatz und spielte dort in 25 Spielen, in denen er sieben Treffer erzielte. Am 4. Mai 2014 (36. Spieltag) debütierte er für die Profis in der Ligue 1, als er gegen den FC Valenciennes in der 88. Minute für Diego Rolán eingewechselt wurde. In der gesamten Saison spielte er ein weiteres Mal in der Liga und stand einmal in der Europa League im Kader. In der Saison 2014/15 kam er bereits regelmäßig zum Einsatz und schoss am 28. September 2014 gegen Stade Rennes sein erstes Profitor, als er den 2:1-Siegtreffer in der Nachspielzeit erzielte. In der gesamten Saison spielte er 23 Mal, traf zweimal und legte vier Tore vor. In der Folgesaison spielte er mit den Südfranzosen in der Europa-League-Qualifikation, wo er am 30. Juli 2015 sein internationales Debüt gab, er zwei Tore vorlegte und sich Bordeaux am Ende durchsetzte. Sein erstes Tor auf internationalem Boden schoss er am 5. November 2015 (4. Spieltag) beim 1:1 gegen den FC Sion. In der gesamten Saison spielte er 22 Mal in der Liga, wo er zwei Treffer erzielte und zweimal in der Gruppenphase der Europa League, über die man nicht hinauskam. In der darauf folgenden Saison 2016/17 spielte er zunächst sechs Spiele, bis er sich eine Oberschenkelverletzung zuzog und ab dem 10. Spieltag nicht mehr spielen konnte. Bei Bordeaux machte er in der Folgesaison nur ein Spiel in der Liga und eines in der Europa-League-Qualifikation und war dann bis zum 4. Spieltag nicht mehr im Kader.

#### 2017 bis 2021: Reservespieler beim SCO Angers und zwei Leihen
Nach diesen Spielen wechselte er für drei Millionen Euro zum Ligakonkurrenten SCO Angers. Bei Angers war er jedoch zunächst nur Reservespieler und debütierte erst am 27. Januar 2018 (23. Spieltag) gegen den SC Amiens. In der gesamten Saison kam er für Angers lediglich sieben Mal zum Einsatz in der Ligue 1. Auch in der Folgesaison kam er zu keinem Einsatz in der Ligue 1 und wurde in der Winterpause schließlich an den Paris FC verliehen. Für die Pariser debütierte er am 8. Februar 2019 (24. Spieltag) im Ligue-2-Spiel gegen den ES Troyes AC, als er in der 86. Minute für Jonathan Pitroipa eingewechselt wurde und Silas das Spiel entschied. Am 29. März 2019 (30. Spieltag) schoss er gegen die AJ Auxerre zwei Tore und leitete somit den 3:0-Sieg ein. Mit Paris lief er in der Liga 10 Mal auf und schaffte es am Ende in die Ligue-1-Relegation, wo man im Elfmeterschießen am RC Lens scheiterte. In der Folgesaison folgte die nächste Leihe in die Ligue 2, diesmal an den FC Sochaux. Für Sochaux spielte er am 26. Juli 2019 (1. Spieltag) bei einem torlosen Unentschieden gegen den SM Caen das erste Mal. Am 20. September 2019 (8. Spieltag) schoss er gegen EA Guingamp seinen ersten Treffer für seinen neuen Verein. Bei Sochaux war er Stammspieler und spielte bis zum Ligaabbruch 21 Spiele, in denen er zwei Treffer erzielte. Nach seiner Rückkehr wurde er nicht nochmal verliehen, sondern blieb und spielte in der zweiten Mannschaft.

#### Seit 2021: Neuanfang bei Royal Excelsior Virton und Frankreich
Im Sommer 2021 wechselte Touré ablösefrei in die Division 1B zu Royal Excelsior Virton, wo er einen Zwei-Jahres-Vertrag erhielt. Sein Debüt gab er am 18. September 2021 (5. Spieltag), als er bei einem 1:1-Unentschieden gegen Royal Excel Mouscron in der Halbzeitpause eingewechselt wurde. Nach nur zehn Einsätzen verließ er den Verein Ende August 2022 wieder. Anschließend war Toure fast zwei Jahre ohne Verein, ehe er im Sommer 2024 nach Frankreich zurückkehrte und sich dem Viertligisten Racing Club Pays de Grasse anschloss.

### Nationalmannschaft
Touré spielte 2011 zweimal für die französische U-18-Nationalmannschaft. Am 20. Mai 2016 debütierte er für die A-Nationalmannschaft der Elfenbeinküste bei einem Testspiel gegen Ungarn. Dies war jedoch bisher sein einziger Einsatz für die Ivorer und somit wäre er immer noch für Frankreich spielberechtigt.